# Kyselina ferulová
Kyselina ferulová je organická sloučenina patřící mezi hydroxyskořicové kyseliny. Jedná se o fenolickou sloučeninu často přítomnou ve stěnách rostlinných buněk, kde bývá navázána na vedlejší řetězce molekul jako jsou arabinoxylany. Tato kyselina je složkou ligninu a slouží jako prekurzor při výrobě dalších aromatických sloučenin. Název je odvozen od jejího výskytu v rostlinách rodu ločidlo (Ferula).

## Výskyt
Kyselina ferulová je stavebním prvkem lignocelulóz, jako jsou pektiny a ligniny.

### Vpotravinách
Kyselina ferulová se nachází v řadě druhů zeleniny, v poměrně vysokých koncentracích je přítomna v popcornu a bambusových výhoncích. Jde, společně s kyselinou kávovou a isoferulovou, o hlavní metabolit chlorogenových kyselin u lidí a absorbována je v tenkém střevu, zatímco ostatní metabolity kyseliny chlorogenové, jako jsou kyselina dihydroferulová a feruloylglycin, se absorbují působením střevní mikroflóry v tlustém střevu.
U obilovin se kyselina ferulová vyskytuje v otrubách. V pšenici jsou fenolické sloučeniny nejvíce přítomny jako kyselina ferulová vázaná na nerozpustné sloučeniny, což ovlivňuje odolnost pšenice vůči houbovým chorobám. Nejvyšší koncemntrace glukosidů kyseliny ferulové byly nalezeny ve lněných semenech (4,1±0,2 g/kg).
Přítomnost kyseliny ferulové byla také prokázána u zrn ječmenu.
Kyselina ferulová se také vyskytuje v čaji z listu jakonu (Smallanthus sonchifolius), rostliny pěstované v severních a středních Andách. Obsahují ji rovněž fazole
 a nachází se v semenech rostliny Macrotyloma uniflorum.
Biodostupnost kyseliny ferulové závisí na formě, ve které je přítomna: volná kyselina se špatně rozpouští ve vodě a její biodostupnost je tak nízká. V pšenici je vázána na polysacharidy v buněčné stěně, což umožňuje její uvolnění a absorpci v tenkém střevě.

### V léčivých rostlinách
Kyselina ferulová byla nalezena v rostlinách používaných v tradiční čínské medicíně, jako jsou andělika čínská (Angelica sinensis), Cimicifuga heracleifolia a Ligusticum chuangxiong. Vyskytuje se také v čaji připraveném z zeměžluči hořké (Centaurium erythraea), používané k léčení v mnoha částech Evropy.

### Ve zpracovaných potravinách
Z vařené kukuřice se uvolňuje kyselina ferulová.
Ve formě esterů se steroly se tato sloučenina nachází v oleji z rýžových otrub, často používaném při přípravě jídel v některých asijských zemích.
Glukosid kyseliny ferulové lze nalézt v chlebech obsahujících lněná semena.
Chléb z režné mouky obsahuje dehydrodimery kyseliny ferulové.

## Metabolismus

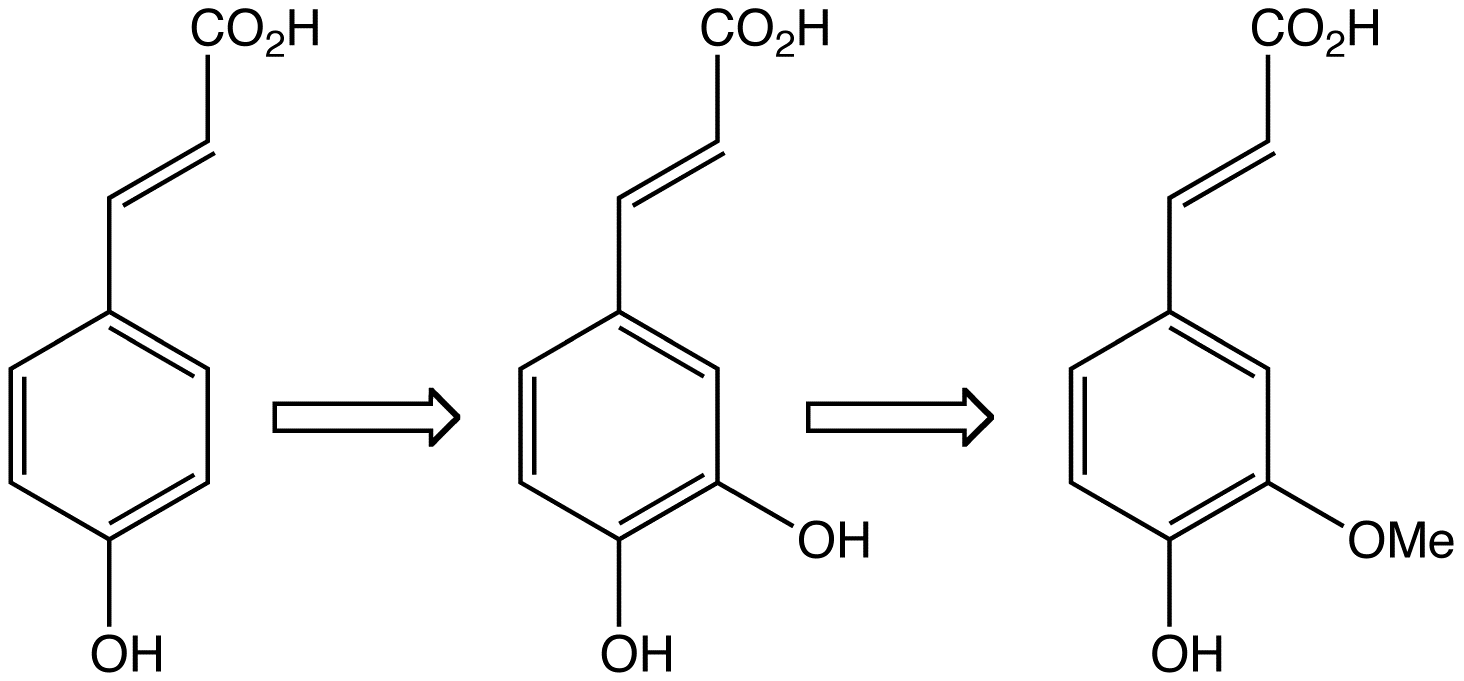
V rostlinách vzniká kyselina ferulová (vpravo) z kyseliny kávové, vznikající z fenylalaninu přes kyselina p-kumarovou (vlevo).

### Biosyntéza
Kyselina ferulová se v rostlinách tvoří z kyseliny kávové působením enzymu kafeát O-methyltransferázy.
Kyselina ferulová je, společně s kyselinou dihydroferulovou, součástí lignocelulózy, kde propojuje lignin s polysacharidy, čímž zajišťuje pevnost buněčných stěn.
Jedná se o meziprodukt syntézy monolignolů, monomerů lignin, a také o prekurzor lignanů.

### Biodegradace
Některé druhy kvasinek, jako jsou druhy využívané při výrobě pšeničných piv, například Saccharomyces delbrueckii (Torulaspora delbrueckii), přeměňují kyselinu ferulovou na 4-vinyl guajakol (2-methoxy-4-vinylfenol), který těmto pivům dodává typické hřebíčkovité aroma. Saccharomyces cerevisiae (pivařské kvasnice) a Pseudomonas fluorescens také mohou měnit kyselinu trans-ferulovou na 2-methoxy-4-vinylfenol. U P. fluorescens se podařilo izolovat dekarboxylázu kyseliny ferulové.

## Ekologický význam
Kyselina ferulová je jednou z látek iniciujících virulenci bakterie Agrobacterium tumefaciens, a tak ji umožňuje napadat buňky rostlin.

## Extrakce

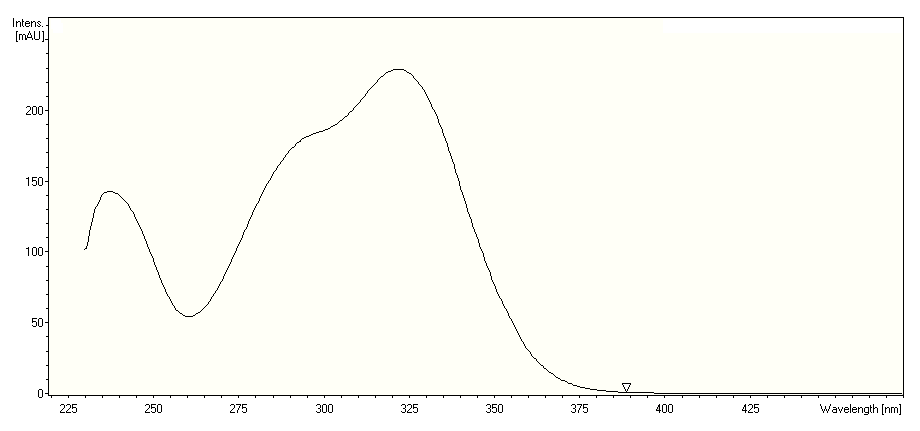
ultrafialovo-viditelné spektrum kyseliny ferulové, λ_{max} = 321 nm

Kyselinu ferulovou lze extrahovat z pšeničných a kukuřičných otrub pomocí koncentrovaných zásad.

## Použití v hmotnostní spektrometrii
Kyselina ferulová slouží jako matrice při analýze bílkovin metodou MALDI.